# Catherine Mandron
Catherine Mandron es una escultora francesa, nacida el año 1938 residente en la Celle Saint Cloud; se sitúa ella misma como continuadora de Henry Moore y más directamente de Riccardo Licata.

## Cincuenta años después
En junio de 2006 , tras la reapertura del Museo de las Bellas Artes André Malraux , el público puede de nuevo contemplar su trabajo en mosaico de 12m ², titulado Les Couples, completado en 1988 por la artista en Le Havre a partir del proyecto sobre lienzo de 1939 , que había sido abruptamente interrumpido por la guerra.
En 1996 participó en la V Bienal de conferencias y exposiciones de Alejandría